# 音樂評論
據《牛津音樂伴書》（The Oxford Companion to Music）定義，音樂評論是「對個別作品、團體，甚至曲類，其價值與取徑，所行的智識判斷」，可以說是音樂美學的一個分支。隨著近代音樂類型與媒體活動漸廣，音樂評論與報導之間的分野也愈發模糊。

## 定義
音樂學學者溫頓·迪恩認為，「在所有藝術（形式）中，音樂是最難以評斷的。」和其他領域不同的是，音樂活動所使用的「語言」同人類感官經驗並沒有具體的連結。「當我們談論『愛』這個概念時，可以在生活中、文學作品中找到許多例子，然而不論是早餐、鐵路旅途，或是婚姻和諧，都和C音沒有關係。」如同戲劇領域，音樂在每次演出當中都被重新創作，評論所針對的對象因此不只是文本，同時也有演出本身。更具體地講，「平衡、對比、期待與滿足⋯⋯在音樂領域往往來得更為重要。」而缺少系統性的，抑或是未有音樂美學意識的評論，便往往顯得主觀。「只有樂評本身能夠進行自我審查。」

## 流變

### 18世紀末期
理查德·塔鲁斯金主張，18世紀的倫敦是「我們今日所知關於藝術評論的角色、功能」的誕生地。不過，近代一些專門進行音樂評論的雜誌，卻是在德國問世的，例如1728年的《忠實音樂大師》（Der getreue Music-Meister），以及1737年至1740年期間在漢堡運行的《批判的音樂家》（Der kritische Musikus）等等。18世紀五〇年代法國的「丑角劇之爭」（Querelle des Bouffons）論戰，也是一類代表。音樂批評領域最早的英語文獻，則是查尔斯·阿维森寫於1752年的《音樂表達論文》（Essay on Musical Expression）。
值得一提的是，當時的評論主要集中於人聲演唱，對器樂演奏的關注相對較少。「⋯⋯聲樂是審美的頂點。」

### 浪漫主義時期
18世紀末期，中產階級取代了貴族，成為藝術活動的主要支持者。同時，浪漫主義也正崛起，凡此都對音樂評論帶來影響。「因應讀者群的增加，評論者一改教育家的姿態，以同儕的姿態（進行寫作）。」此外，對器樂的關注也開始增加，E·T·A·霍夫曼便是著名的一位。
隨著歐洲音樂的「經典」概念，以及相關的演奏傳統逐漸確立，音樂評論也在進一步轉變。作品愈來愈多，當代作曲家所面臨的競爭態勢也就愈強。據此，評論界也演化出擁護傳統、吁呼創新等二類流派。由約翰·弗里德里希·羅奇利茨主編，1798年開始在莱比锡發行的《音乐广讯报》（Allgemeine musikalische Zeitung），就是當時新音樂陣營的代表刊物。之後，歐洲幾個主要城市開始起而傚尤，包括倫敦、巴黎、柏林等地，都有頗具規模的音樂評論活動。喬治·亨利·康特是倫敦最早的音樂評論家之一，詹姆斯·威廉·戴維森更在1835年起為《泰晤士报》執筆達四十年之久。

### 當代
20世紀，英美大報持續設有藝術音樂的評論專欄，英國有《每日电讯报》、《衛報》、《觀察家報》、《星期日泰晤士報》，美國方面則有《芝加哥論壇報》、《纽约先驱论坛报》以及《纽约时报》等等。

## 著名人物
- 宇野功芳（日语：宇野功芳）
- 哈罗德·C·勋伯格
- 安東尼·托馬西尼（英语：Anthony Tommasini）